# Tentōki et Ryūtōki
Tentōki (天燈鬼／天灯鬼, lit. « démon de la lumière du ciel ») et Ryūtōki (竜燈鬼／竜灯鬼, lit. « démon de la lumière du dragon ») forment une paire de créatures semblables à des démons dans le folklore japonais. Ils sont d'ordinaire représentés comme de petits oni (鬼) et symbolisent le pouvoir des quatre rois célestes pour repousser et défaire le mal.
Kōben a sculpté deux statues en bois de Tentōki (木造天燈鬼立像, Mokuzō Tentōki ryūzō) et Ryūtōki (木造竜燈鬼立像, Mokuzō Ryūtōki ryūzō), chacune répertoriée Trésor national du Japon, portant des lanternes en offrande au Bouddha historique au Kōfuku-ji à Nara.

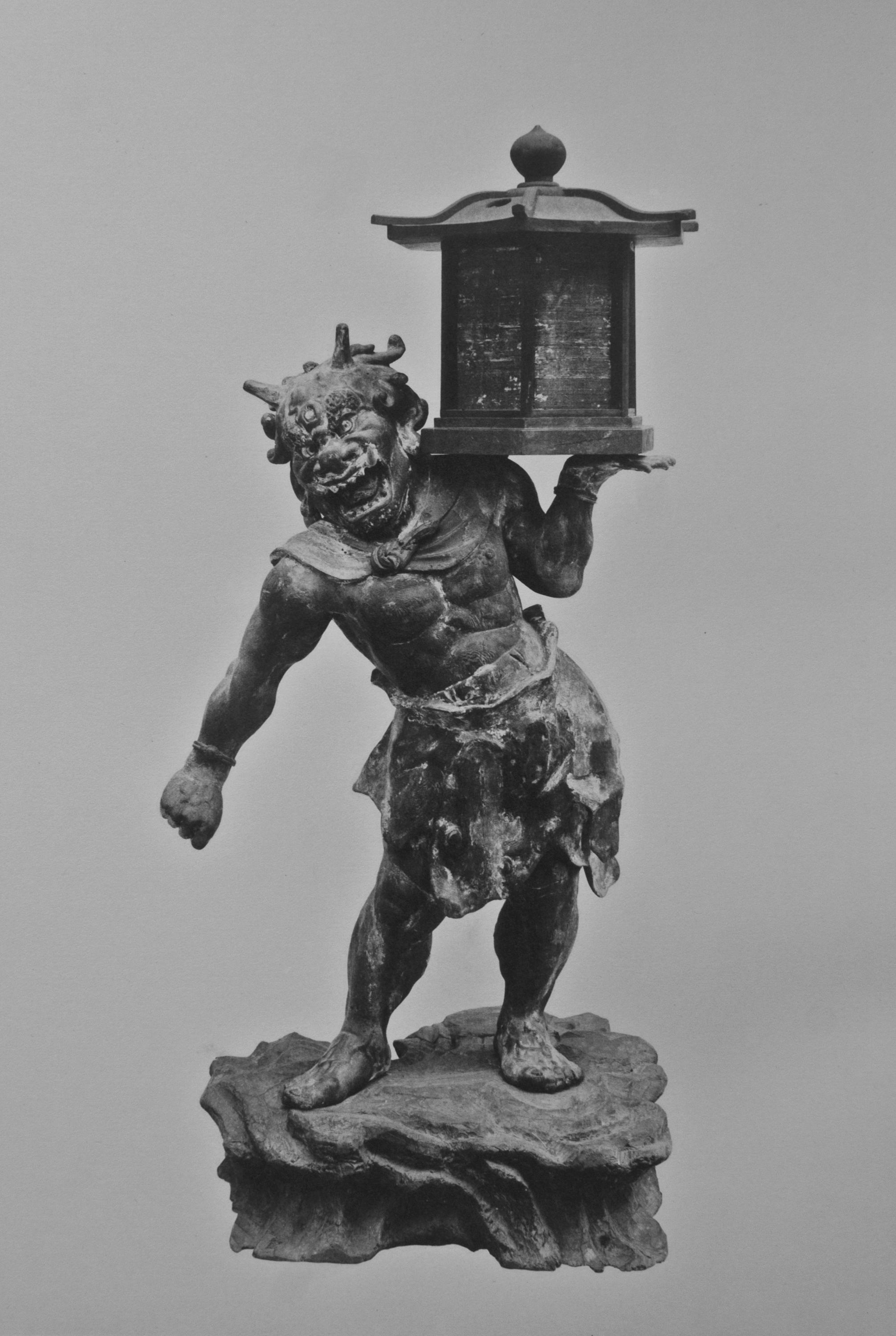
Tentōki par Kōben, Trésor national du Japon, 1216
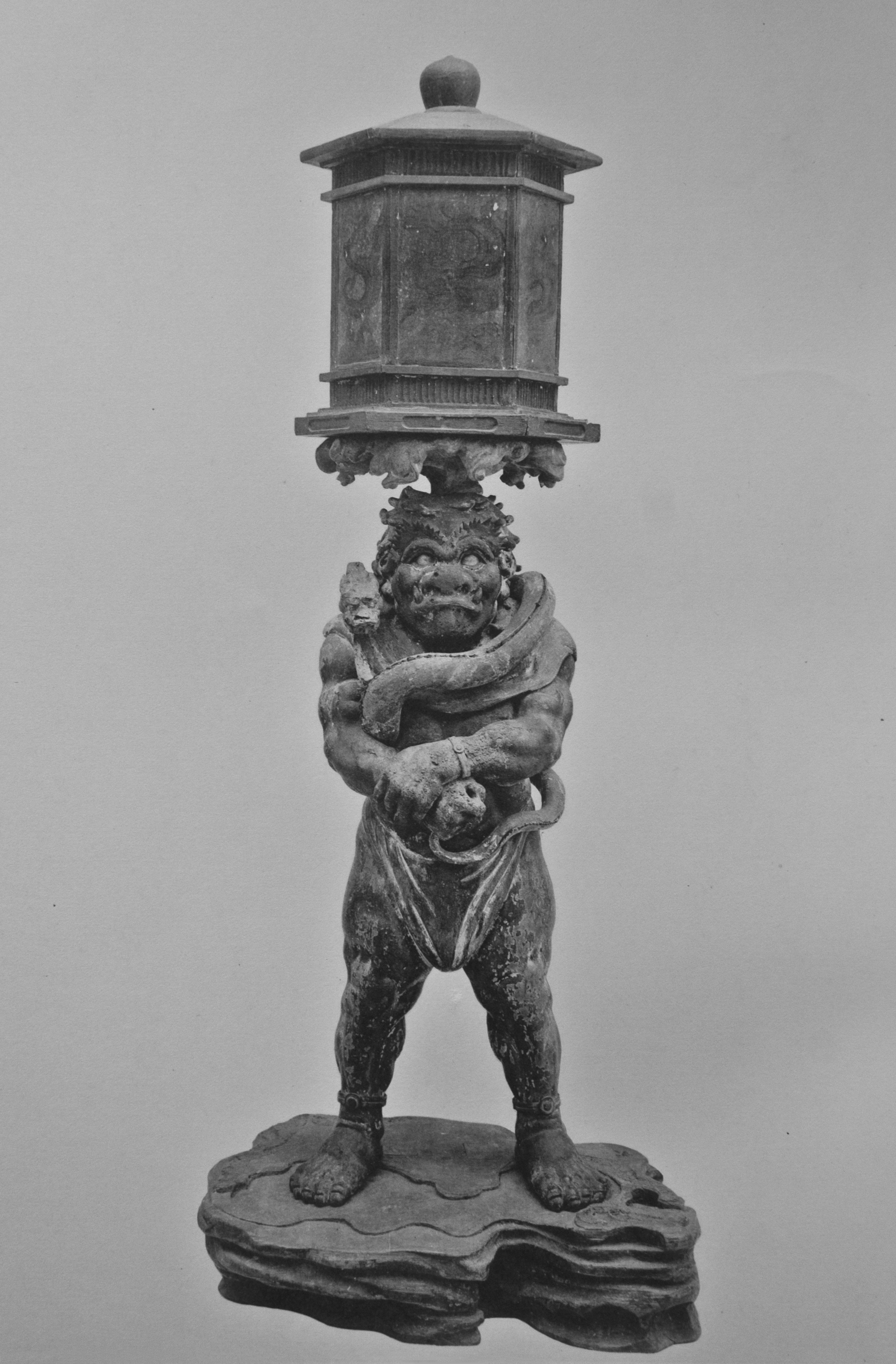
Ryūtōki par Kōben, Trésor national du Japon, 1216